# Північно-Курильський землетрус 1952 року
Північно-Курильський землетрус 1952 року стався біля узбережжя півострова Камчатка. Землетрус потужністю 9,0 МВт викликав потужне цунамі, яке вразило Північно-Курильськ, Курильські острови, Сахалінська область, Російська РФСР, СРСР, 4 листопада 1952 року о 16:58 (UTC). Це призвело до руйнування багатьох населених пунктів Сахалінської та Камчатської областей, а найбільший удар припав на місто Північо-Курильськ.  за потужністю землетрус з 1900 року і на сьогоднішній день найпотужніший землетрус в історії Росії.

## Тектонічна обстановка
Землетрус стався біля східного узбережжя півострова Камчатка, який проходить паралельно Курило-Камчатській западині, району, де сходяться Охотська плита та Тихоокеанстка плита. Будучи старшим і, отже, щільнішим, Тихоокеанська плита занурюється під півострів Камчатка, який лежить на плиті Охотського моря. Ці дві плити зустрічаються вздовж конвергентної межі, утворюючи жолоб. Зона субдукції є сейсмогенной і викликає землетруси на Камчатці, які іноді викликають цунамі. Землетруси, пов'язані з Курило-Камчатською зоною субдукції, відносяться до типу меганадвигов. Зона субдукції пов’язана принаймні з двома відомими ~9,0 M землетруси в доінструментальний період; 1737 і 1841 роки. Землетрус 1737 року  M 9,0–9,3 і спричинило найбільше відоме цунамі (60 метрів) на півострові. Інший M Землетрус магнітудою 9,0 стався на півострові 17 травня 1841 року. Воно викликало цунамі висотою до 15 метрів і відчувалося з максимальною інтенсивністю VIII–IX.

## Землетрус
Землетрус розірвав ділянку зони субдукції, що тягнеться від північної частини Онекотану до мису Шипунський; довжиною близько 700 км. Ширина розриву оцінюється приблизно в 150-200 км. Зсув на ділянці розриву стався в напрямку, перпендикулярному до Курило-Камчатської западини.
За два роки до головного поштовху послідовність форшоків почалася поблизу епіцентру, а також біля південного краю розриву. Послідовність афтершоків через місяць після головного поштовху використовувалася для визначення північного протяжності ковзання.

## Цунамі
Цунамі утворилося 130 кілометрів (81 миля) біля берегів Камчатки, вражаючи Північно-Курильськ трьома хвилями близько 15–18 метрів (49–59 футів) висотою. Після землетрусу більшість жителів Північно-Курильська втекли на навколишні пагорби, де врятувалися від першої хвилі. Однак більшість із них повернулися до міста і були вбиті другою хвилею. За даними влади, з 6000 населення загинули 2336 осіб. Ті, хто вижив, були евакуйовані в континентальну Росію. Потім поселення було відбудовано в іншому місці. 

## Пошкодження
Основний економічний збиток завдано хвилями цунамі, що вдарили по Гавайським островам, де, як повідомляється, загинуло шість корів, а матеріальні збитки становили від 800 000 до 1 000 000 доларів США в доларах 1952 року. Через хвилі цементна баржа влетіла у вантажне судно в гавані Гонолулу. У Гіло зруйновано дорогий елінг для човнів. Невелика частина мосту, що з’єднує Хіло з сусіднім Кокосовим островом, була пошкоджена сильними хвилями разом із будинками в цьому районі, які зняли фундамент. Буї берегової охорони зірвалися з якорів.